# 毛利西奥·萨比隆
毛利西奥·萨比隆（Mauricio Sabillón，1978年11月11日—），是一名洪都拉斯职业足球运动员，司职后卫，现在为洪都拉斯国家队的成员，效力于马拉松。

## 俱乐部生涯
萨比隆从1999年开始在洪都拉斯球队马拉松踢球，为该队效力了10年之久。2010年2月11日，他租借加盟到中国足球超级联赛球队杭州绿城，和他一起来到绿城队的还有同胞杰瑞·帕拉西奥斯和拉米雷斯。
2010赛季结束后，萨比隆回到马拉松。